# Nordwind Airlines
Nordwind Airlines (рус. но́рдвинд эйрлайнс; юридическое название — ООО «Северный ветер») — российская авиакомпания, образованная в 2008 году. Наряду с авиакомпанией Ikar принадлежит туроператору Pegas Touristik. Базируется в московском аэропорту Шереметьево.
Nordwind Airlines ежегодно входит в десятку крупнейших авиакомпаний страны по количеству перевезенных пассажиров.

## История
Компания Nordwind Airlines начинала операционную деятельность в 2008 году. Её флот насчитывал три самолёта, на которых выполнялись полёты по шести направлениям. К 2009 году флот насчитывал семь самолётов, что позволило открыть несколько новых направлений.
В 2012 году авиакомпания пополнила парк ещё восемнадцатью воздушными судами.
К 2014 году парк воздушных судов вырос до двадцати единиц и было перевезено 4,4 миллиона пассажиров.
С 2016 года, помимо чартерных полётов, авиакомпания выполняет регулярные грузопассажирские перевозки в города Российской Федерации и ближнего зарубежья.
В начале 2017 года авиакомпания Nordwind Airlines объявила об увеличении воздушного флота для расширения присутствия на внутреннем рынке воздушных перевозок, а также проведении ребрендинга.
C 25 марта 2019 года Росавиация внесла существенные правки в деятельность авиакомпании — Nordwind запретили осуществлять полеты на расстояние, которое превышает 1 час полета от запасных аэродромов. Эта мера была связана с недостаточной технической подготовкой пилотов и отсутствием необходимого количества сотрудников в компании в принципе.
С 7 марта 2022 года компания приостановила все международные рейсы. Вскоре они возобновились.
В сентябре 2022 года авиакомпания Nordwind Airlines и аэропорт Новокузнецк (код IATA: NOZ) подписали соглашение о стратегическом партнёрстве, которое предполагает обязательство перевозчика с помощью аэропорта развивать авиационное сообщение через воздушные ворота южной агломерации Кузбасса. Соглашение — на три года с возможностью автоматической пролонгации.
15 ноября 2022 года авиакомпания и Международный аэропорт «Казань» подписали соглашение о размещении трёх своих самолётов в ближайший год. Таким образом, аэропорт заработал в режиме хаба уже с лета 2023 года, однако фактически он заработал в данном режиме уже с зимы с 2022 на 2023 год.

## Деятельность
- чартерные пассажирские рейсы из Москвы и других городов России в курортные города Африки и Ближнего Востока, Азии, Европы, Северной и Центральной Америки;
- регулярные грузопассажирские перевозки из Москвы в города России и СНГ;
- выполнение рейсов по обслуживанию миссии ООН[8];
- сублизинг своих воздушных судов другим международным авиакомпаниям, нуждающимся в дополнительной мощности.

## Маршрутная сеть
На 2021 год маршрутная сеть авиакомпании включает более 200 направлений. Обширная программа чартерных рейсов выполняется совместно с туристической компанией Pegas Touristik.
В 2023 году Nordwind Airlines запустила прямые рейсы из Санкт-Петербурга в Тегеран, Стамбул, Каппадокию.

## Флот
По состоянию на  июнь 2023 года размер флота ООО «Северный Ветер» составляет 28 самолётов. Средний возраст самолётов на август 2025 года составляет 15,8 лет.

## Статистика
Количество перевезённых пассажиров и пассажирооборот по данным Росавиации.
| Значение/год           | 2010      | 2011      | 2012      | 2013       | 2014       | 2015      | 2016      | 2017      | 2018       | 2019       | 2020      |
| ---------------------- | --------- | --------- | --------- | ---------- | ---------- | --------- | --------- | --------- | ---------- | ---------- | --------- |
| №                      | —         | 8         | 8         | 7          | 7          | 9         | 10        | 9         | 7          | 8          | 7         |
| Кол-во пассажиров, чел | 1 193 882 | 1 721 639 | 2 167 267 | 3 655 688  | 4 472 038  | 2 665 553 | 1 788 452 | 3 548 210 | 4 921 715  | 5 535 177  | 2 939 149 |
| Прирост, %             | —         | ▲ 44,2    | ▲ 25,9    | ▲ 68,7     | ▲ 22,3     | ▼ 40,4    | ▼ 32,9    | ▲198,4    | ▲138,7     | ▲112,5     | ▼53,1     |
| Пассажирооборот, п·км  | 5 085 998 | 7 281 075 | 8 353 261 | 13 433 472 | 13 401 739 | 8 425 191 | 5 728 886 | 8 526 223 | 13 341 107 | 17 972 401 | 9 181 603 |
| Прирост, %             | —         | ▲ 43,2    | ▲ 14,7    | ▲ 60,8     | ▼ 1,2      | ▼ 37,1    | ▼ 32      | ▲148,8    | ▲156,5     | ▲134,7     | ▼51,1     |
| Занятость кресел, %    | 91,0      | 87,4      | 89,2      | 87,5       | 91,4       | 91,9      | 90,5      | 85,7      | 89,4       | 90,6       | 81,4      |
| Прирост, %             | —         | ▼ 3,6     | ▲ 1,8     | ▼ 1,7      | ▲ 3,9      | ▲ 0,5     | ▼ 1,4     | ▼4,8      | ▲3,7       | ▲1,2       | ▼9,2      |

## Происшествия и инциденты
- 29 апреля 2013 года произошёл инцидент с самолётом Airbus A320, выполнявшим рейс Шарм-эш-Шейх — Казань. Во время следования в воздушном пространстве Сирии экипаж заметил на высоте 29 тысяч футов предположительно взрывы выпущенных с земли двух ракет и в целях предосторожности сменил высоту с 34 до 36 тысяч футов. По итогам инцидента, на следующий день Росавиация запретила всем российским гражданским самолётам полёты над территорией Сирии до окончания там гражданской войны[27].
- 1 декабря 2013 года рейс Санкт-Петербург — Гоа совершил вынужденную посадку в аэропорту Шереметьево из-за «частичной разгерметизации кабины пилотов»[28].
- 19 июля 2019 года рейс Москва — Ереван. После взлёта началось частичное задымление в самолёте. Командир судна прервал взлёт и начал эвакуацию. В ходе эвакуации по надувным трапам пострадали пять человек, из них двое с лёгкими травмами попали в больницу[29].
- 10 января 2020 года при выполнении рейса без пассажиров N4 1801 Москва — Анталья при уходе на второй круг из-за ошибки экипажа произошло грубое приземление в аэропорту Антальи, с дальнейшим уходом и благополучным приземлением лайнера Airbus A321-200 с номером VQ-BRS. После посадки обнаружены повреждения элементов передней стойки шасси[30]. Списан.
- 11 декабря 2021 года после взлёта у самолёта Boeing 737-800, выполнявшего рейс N4-161 по маршруту Москва-Краснодар, произошла разгерметизация кабины с последующим выпадением кислородных масок. Лайнер вернулся в аэропорт вылета[31].